# Laven Station
Laven Station er en dansk jernbanestation i stationsbyen Laven  mellem Silkeborg og Skanderborg i Midtjylland.